# Nicolas Vallard
Nicolas Vallard est un navigateur et cartographe français du XVIe siècle, né au Havre. Il collabora à l'école de cartographie de Dieppe et publia un atlas de cartes des continents en 1547.  

## Cartes de la Nouvelle-France

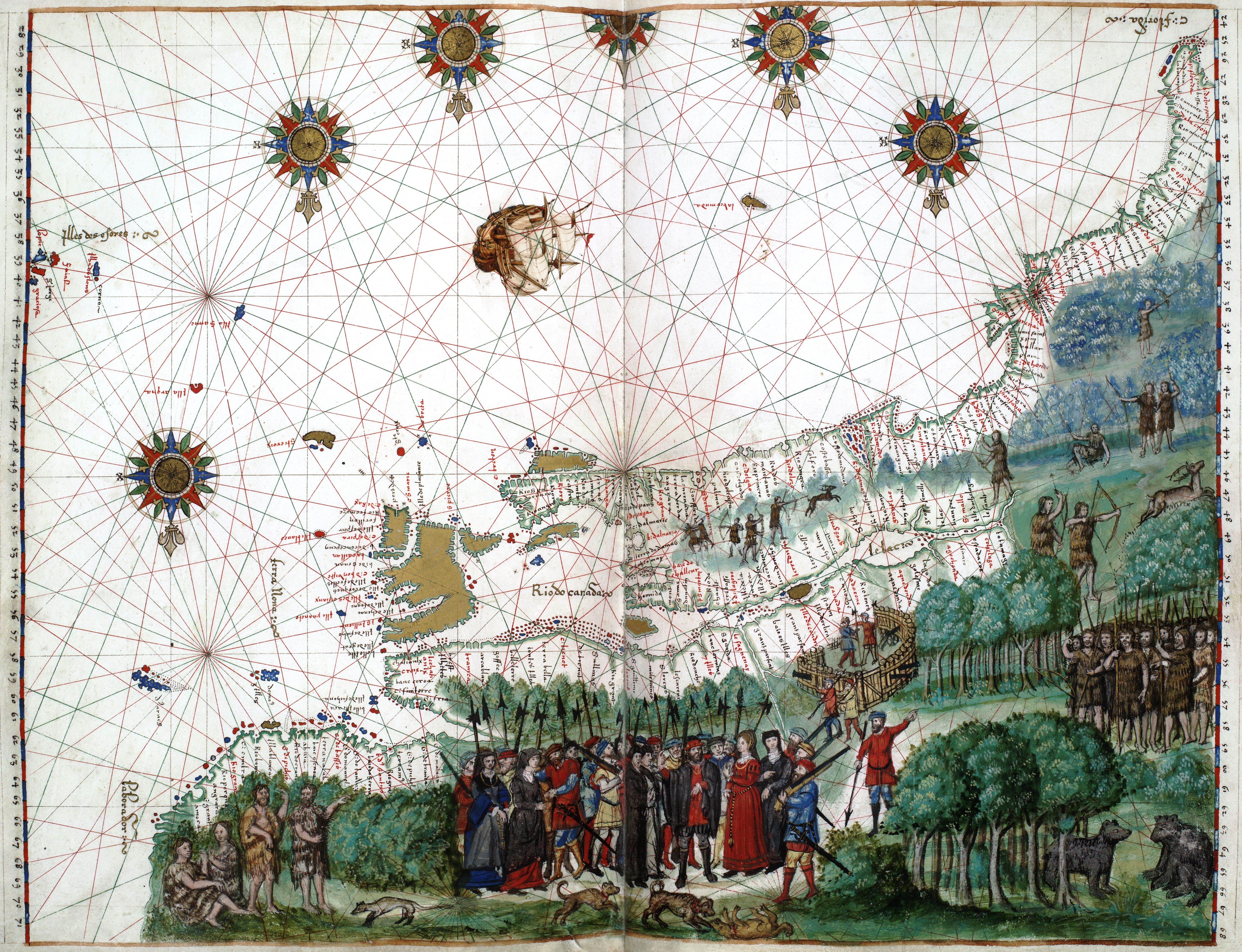
Carte de la Nouvelle-France par Nicolas Vallard (1547)

La venue de l’explorateur Jacques Cartier en terre de Canada ouvrit une porte toute grande au développement des Indes Occidentales. Aussitôt Cartier revenu à Saint-Malo que François Ier lui ordonna de poursuivre ses explorations. En 1541, Cartier implantait près de Stadaconé l'établissement de Charlesbourg-Royal. En 1542, Jean-François de la Rocque de Roberval arrive à Charlesbourg-Royal qu’il rebaptise France-Roy (le site, aujourd'hui appelé Cap-Rouge, est intégré dans Québec). Ces voyages de Cartier et de Roberval ne virent pas l'établissement d'une colonie permanente, mais ils firent progresser la cartographie.
Les commerçants accompagnés de missionnaires et de coureurs des bois entrèrent en scène, aidés par les nombreux cartographes répondant au nouveau besoin. Parmi ces cartographes, soulignons Pierre Desceliers ou Nicolas Vallard et son atlas, tous deux de l’école de cartographie de Dieppe.
C'est dans les enluminures des cartes géographiques de Nicolas Vallard (mais également dans celles de Pierre Desceliers et de Guillaume Le Testu), que l'on trouve les premières représentations du territoire canadien (Hochelaga, Québec), de ses habitants, de sa faune et de sa flore.

## L'Atlas de Nicolas Vallard

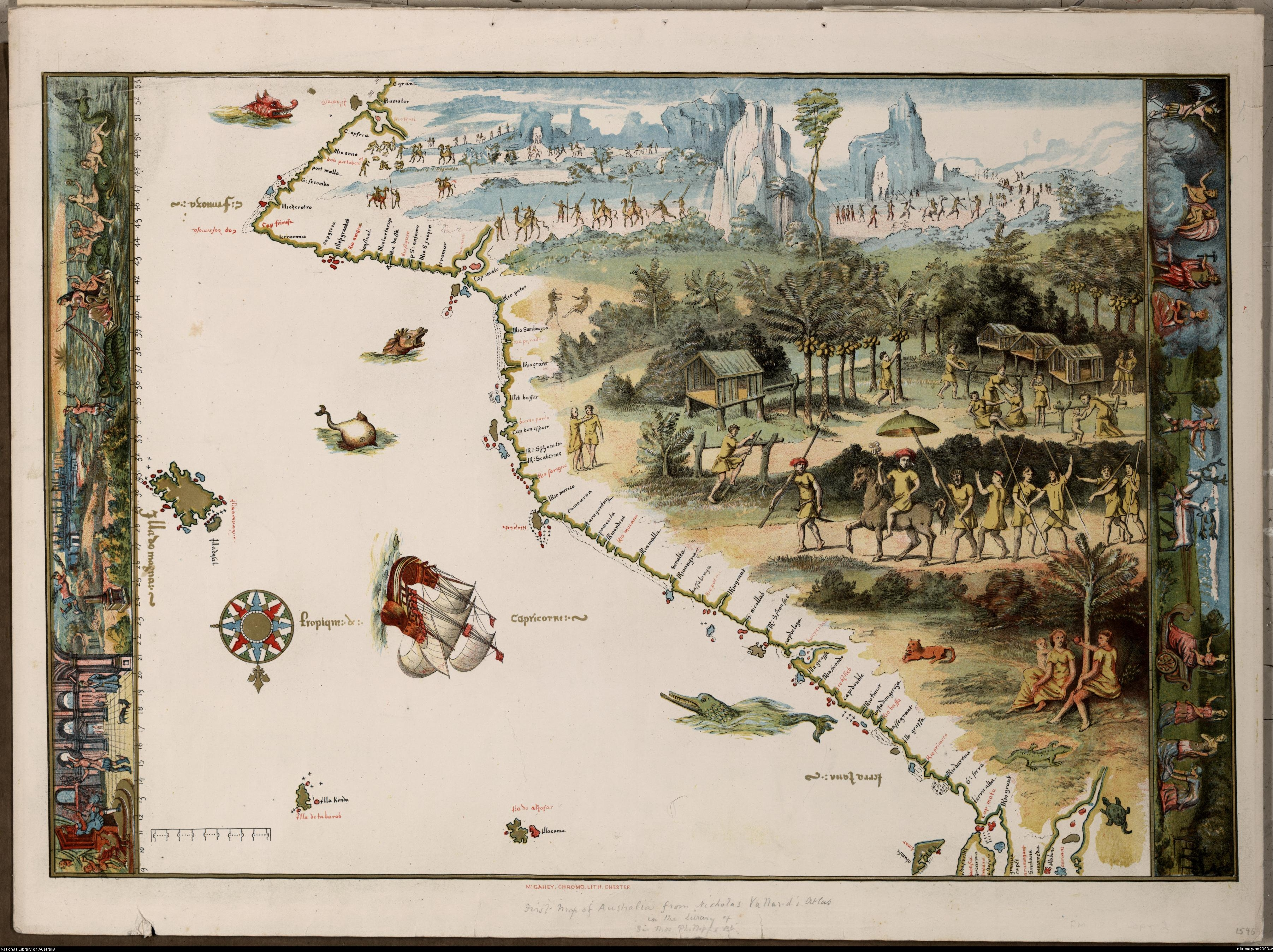
Atlas de Nicolas vallard (1547)
Côtes australiennes

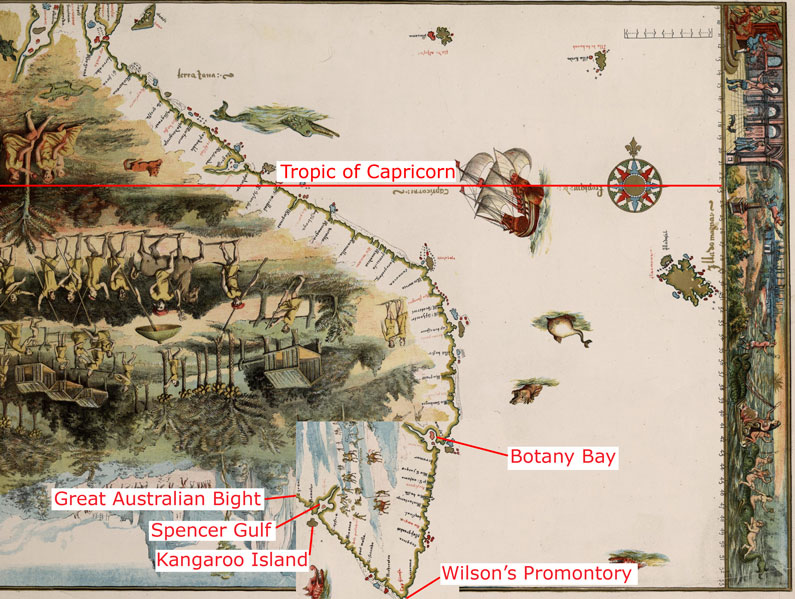
Carte de Nicolas Vallard avec indications contemporaines de lieux géographiques d'Australie

L'atlas du monde de Nicolas Vallard, contient 15 cartes nautiques, des tables de déclinaisons, etc.
Les quinze cartes portulans de cet atlas, témoignent d'une grande connaissance de la cartographie planétaire. Les contours de l'Australie sont une fois de plus représentés comme dans beaucoup d'autres cartes marines réalisées par les cartographes de l'école de cartographie de Dieppe.
- 1. « Terra Java » (côte est de l’Australie ?)
- 2. « La Jave » (côte du nord de l’Australie ?), une partie de l’Asie et l’Insulinde
- 3. « Terra Java » (côte ouest de l’Australie ?)
- 4. Golfe Persique et la Mer Rouge
- 5. Sud-est de l’Afrique et Madagascar
- 6. Océan Atlantique, côtes de l’Afrique et du Brésil
- 7. Nord-ouest de l’Afrique
- 8. Europe et nord de l’Afrique
- 9. Amérique du Nord, côte est
- 10. Amérique Centrale
- 11. Caraïbes et le Brésil
- 12. Amérique du Sud : Río de la Plata et détroit de Magellan
- 13. Europe et le nord de l’Afrique
- 14. Mer Adriatique
- 15. Mer Égée